# Пинин, Дмитрий Владимирович
Дмитрий Владимирович Пинин (6 сентября 1975, Людиново, Калужская область) — российский футболист. Универсал, выступавший на всех позициях, кроме вратарской. Начальник футбольного клуба Знамя Труда.

## Биография
Воспитанник ДЮСШ «Авангард» Людиново. Взрослую карьеру начинал там же. В 1995 году перебрался в Орехово-Зуево. С 2001 года выступал за ФК «Торпедо-МАЗ», в составе которого отыграл более 30 матчей в высшей лиге белорусского футбола.
Завершал карьеру игрока в орехово-зуевском «Знамя Труда», ненадолго возобновив её в 2013 году в команде «Мастер-Сатурн», выступавшей в третьем дивизионе.
В качестве тренера работал в раменском «Сатурне-2» (2011), а как тренер УОР № 5 Егорьевска номинировался на премию Федерации футбола Московской области